# Kepek Khan
Kepek Khan ibn Toktamish, noto semplicemente come Kepek Khan (in arabo قبق خان ابن تختامش‎?; in tartaro: Käbäk xan; ... – 1414), è stato un condottiero mongolo, khan dell'Orda d'Oro nel 1414.
Fu noto anche con diversi altri nomi: Kuidat o Kuidadat in alcune cronache russe oppure ancora Betsbulan o Besh-Sabulu secondo delle fonti annalistiche.

## Biografia
Discendente di Orda Khan e perciò anche di Gengis Khan in linea diretta, Kepek era figlio di Toktamish, ultimo grande khan riunificatore dell'Orda d'Oro.
Alla morte di Kerimberdi nel 1414 partecipò all'intensa lotta per il khanato. Già prima di suo fratello fu considerato per la guida dell'Orda, sostenuto da Vitoldo della Lituania, mentre Kerimberdi era invece un prediletto del Gran Principe di Mosca Basilio I di Russia. Salì quindi al trono dopo essere stato scelto dalle più alte gerarchie del khanato, ma il suo regno a Saraj fu di breve durata per via del ritorno dall'esilio del condottiero ed emiro Edigu (colui che de facto godeva del potere assoluto prima dell'ascesa dei figli di Toktamish). L'assalto di Edigu culminò, al termine di una breve battaglia, con la sconfitta e probabile morte di Kepek. Per diversi anni ancora, però, Kepek continuò ad essere considerato il khan nelle terre del sud della Russia, che erano sotto il controllo della Lituania.
Kepek fu succeduto da Čokre Khan, alleato di Edigu, il quale regnò sino al 1417.